# Distrito de Marco
El distrito de Marco es uno de los treinta y cuatro que conforman la provincia de Jauja, ubicada en el departamento de Junín en la Sierra central del Perú.
Dentro de la división eclesiástica de la Iglesia Católica del Perú, pertenece a la Vicaría IV de la Arquidiócesis de Huancayo

## Historia
El distrito fue creado mediante Ley N.º 569 del 16 de octubre de 1907, en el gobierno del Presidente José Pardo y Barreda.

## Geografía
Ubicado en la parte noroeste de la provincia de Jauja, la superficie del distrito de Marco es 19,86 km². El distrito de Marco se encuentra a 3 342 m s. n. m. en el valle de Yanamarca.

## División administrativa
- Barrio Orosco: donde están ubicados instituciones carnavaleras: San Hilario, San Roman; señor Agonias de Limpias
- Barrio Chaupi: Instituciones carnavaleras: San pedro de Chaupi, San isidro de Casacucho, San Roque de Chukllush, Corazón de Jesús
- Barrio Jajachaca:  Instituciones carnavaleras: Cruz de Espinas Jajachaca, Santa Cruz de Ceba Cumu y Cruz del Triunfo Limaylla Pacaj

### Cuarteles
Primer Cuartel: Orozco.
Segundo Cuartel: Chaupi.
Tercer Cuartel: Jajachaca.
Tiene una población aproximada de 2 572 habitantes.

## Capital

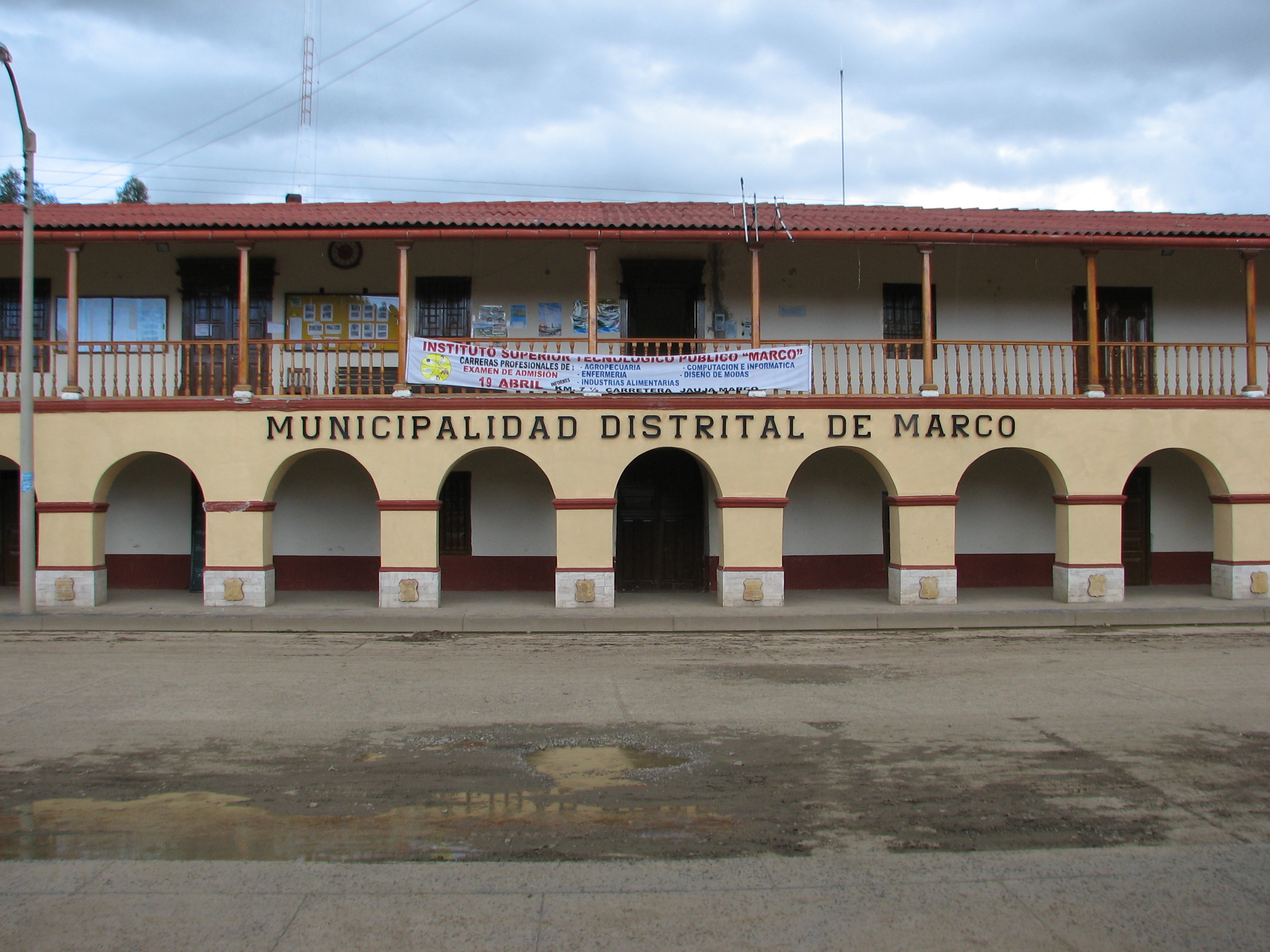
Municipalidad de Marco

Su capital es el pueblo de Marco

## Autoridades

### Municipales
- 2015 - 2018[2]
  - Alcalde: Hernán Arias Baldeón, Movimiento Juntos por Junín (N).
  - Regidores: Lucas Florencio Hidalgo Rivera (N), Zenón Hidalgo Romero (N), Zenobia Juana Carhuancho Fabián (N), Teófilo Hever Rivera Rosado (N), Hercilio Zenobio Mandarachi Hidalgo (Fuerza Popular).
- 2011-2014[3][4]
  - Alcalde: Milton Dionisio Briceño Camarena, Movimiento político regional Perú Libre (PL).
  - Regidores: Félix Moisés Benito Alpelima (PL), Estanislao Rosales Mucha (PL), Luis Alberto Misari Meza (PL), Yesica Yanina Jesús Barzola (PL), Máximo Antidio Arias Barzola (APRA).
- 2007-2010
  - Alcalde: Papias Taquiri Carhuancho.

### Policiales
- Comisaría de Jauja
  - Comisario: Cmdte. PNP. Edson Hernán Cerrón Lazo.[5]

### Religiosas
- Arquidiócesis de Huancayo[6]
  - Arzobispo de Huancayo: Mons. Pedro Barreto Jimeno, SJ.
  - Vicario episcopal: Pbro. Hermann Josef Wendling SS.CC.
- Parroquia Santa María Magdalena[7]
  - Párroco: Pbro. Marius Debski.

## Economía
La población se dedica principalmente a la agricultura y la ganadería.

## Festividades
Es reconocido por el Gobierno Peruano como la "Capital Folclórica del Centro del Perú", gracias a sus danzas típicas del Carnaval Marqueño, Los Segadores de Marco, el Malco Danza, Tropa de Cáceres, Huaylijía y muchas otras que se practican en este distrito.
También tiene festividades en honor al Señor de Agonías en los meses de abril y mayo, empezando por el barrio Florecillas que originalmente fue fundado por 4 hermanos FLORES MANDUJANO (Toribio, Francisco, Santiago y Félix).